# Brug Vrouwenakker

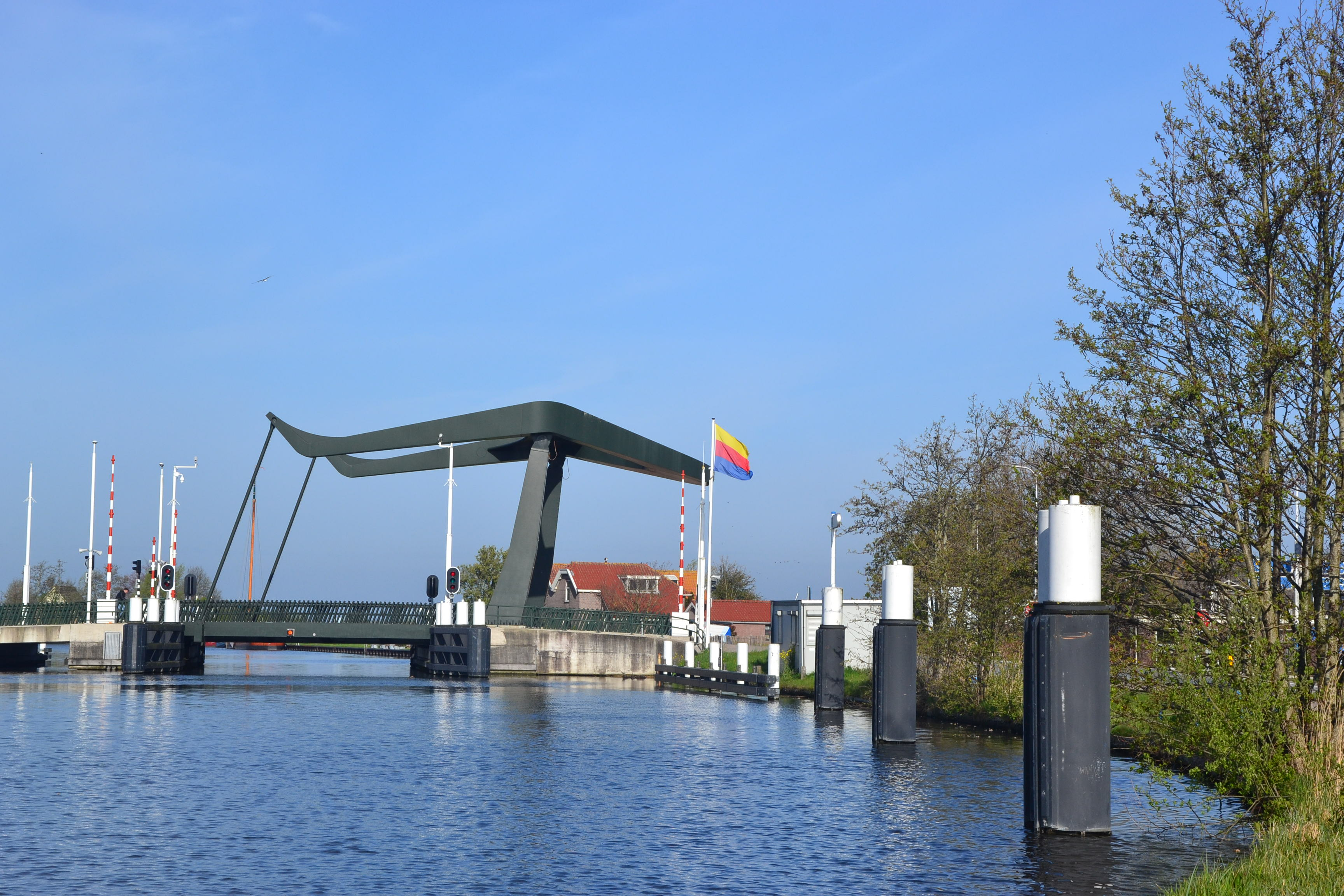
Nieuwe brug

De Brug Vrouwenakker of Vrouwenakkersebrug is een ophaalbrug over de Amstel en ligt op de grens van de provincies Noord-Holland en Zuid-Holland. De brug vormt de verbinding tussen het Noord-Hollandse dorp De Kwakel, gemeente Uithoorn en het Zuid-Hollandse buurtschap Vrouwenakker, gemeente Nieuwkoop.  
De brug ligt in de Provinciale weg 231 (Noord Zuidroute en Blokland) en vanuit de Kwakel komt de Drechtdijk hier op uit. Op de linker Amsteloever komt het Jaagpad overgaand in de Amsteldijk Zuid langs de brug en op de rechter Amsteloever het Nieuwveens Jaagpad overgaand in de Ruigekade.  
Er ligt op deze plaats al lang een brug. De voorlaatste brug stamt uit 1930 en was sterk verouderd en had te weinig capaciteit voor een vlotte verkeersdoorstroming. 
In 2008 kwam een nieuwe bredere en moderne brug met een aparte fietsers- en voetgangersstrook aan beide kanten. De brug, ontworpen door Nio Architecten, heeft een bijzondere architectuur waarbij de bovenbouw lijkt op de ledematen van de bidsprinkhaan en de vorm van de fameuze Jedi Starfighter uit Starwars. De brug heeft een elektrisch hydraulische aandrijving. De brug werd elders gebouwd en met een bijzonder transport op pontons vervoerd.
De brug wordt beheerd door de provincie Noord-Holland en wordt in de zomer overdag permanent bediend vanuit het brugwachtershuisje en daarbuiten alleen op aanvraag. In de winter vindt op zondag geen bediening plaats. De brug is beveiligd met slagbomen. 
Buslijn 147 van Arriva Personenvervoer Nederland rijdt over de brug.